# Station Maillé
Station Maillé is een spoorwegstation in de Franse gemeente Maillé.